# كيفن إم. ميرفي
كيفن إم. ميرفي (بالإنجليزية: Kevin M. Murphy)‏ هو اقتصادي أمريكي، ولد في 1958.